# Липовка (Ядринський район)
Ли́повка (рос. Липовка, чув. Çăкалăх) — присілок у Чувашії Російської Федерації, у складі Малокарачкінського сільського поселення Ядринського району.
Населення — 71 особа (2010; 93 в 2002, 146 в 1979, 140 в 1939).

## Історія
Засновано 1936 року як виселок (селище з 1940 року) переселенцями з Великокарачкінської та Тяптієвської сільрад для створення колгоспу «імені Блюхера». Селяни займались сільським господарством. До 1936 року присілок перебував у складі Татаркасинського, з 1939 року — Сундирського, а з 1962 року — Ядринського районів.

## Господарство
У селі діють спортивний майданчик та магазин.